# Johann Kühn (NS-Opfer)
Johann Heinrich Kühn (* 9. März 1897 in Bremen; † 8. Mai 1945 in Bergen-Belsen) war ein deutscher Funktionär der SPD und Opfer des Nationalsozialismus.

## Biografie

### Familie, Ausbildung und Beruf
Kühn war der Sohn eines Steinmetzes, der früh starb. Die Familie wohnte seit 1905 in Bremen in der Gröpelinger Heerstraße 92/94. Nach der Volksschule lernte er Maschinenbau. Im Ersten Weltkrieg diente er von 1915 bis 1918 bei der Marine. Nach Kriegsende arbeitete er wieder als Schlosser. Von 1919 bis 1933 war er Gewerkschaftsmitglied im Deutschen Metallarbeiter-Verband. Seit 1922 war er verheiratet mit Luise Speichert; beide hatten eine Tochter.

### Politik und Naziverfolgung
Seit 1910 war Kühn Mitglied in der SPD. 1933, nach dem Verbot der SPD blieb er weiterhin illegal aktiv. Er war SPD-Distriktleiter in Gröpelingen. 1934 wurde er wegen „Vorbereitung zum Hochverrat“ verhaftet, dann 1935 vom Hanseatischen Oberlandesgericht in Bremen zu 3 ½ Jahren Zuchthaus verurteilt und im Zuchthaus der Justizvollzugsanstalt Oslebshausen in Bremen inhaftiert. 1938 wurde er entlassen, aber am 1. September 1939, zum Kriegsbeginn, erneut verhaftet und als so genannter Schutzhäftling in das KZ Sachsenhausen eingeliefert.
Die letzte Nachricht von ihm stammt vom Februar 1945. Er war aus dem Krankenrevier KZ Sachsenhausen entlassen worden und musste sofort ab dem 21. April – wie 33.000 andere Häftlinge – unter SS-Bewachung den Todesmarsch nach Norden, u. a. zum KZ Bergen-Belsen, antreten. Er starb oder wurde entkräftet auf dem Marsch erschossen oder er starb im Lager Bergen-Belsen. Er wurde zum 8. Mai 1945, dem Tag der bedingungslosen Kapitulation der Wehrmacht, für tot erklärt.

### Ehrungen
- Die Johann-Kühn-Straße in Bremen-Gröpelingen wurde nach ihm benannt.
- Ein Gedenkstein als Stolperstein in Bremen, Gröpelinger Heerstraße 92/94 erinnert an ihn.